# Alhavasi gömbtorúcincér
Az alhavasi gömbtorúcincér (Gnathacmaeops pratensis) a cincérfélék családjába tartozó, Eurázsiában és Észak-Amerikában honos, fenyőfákon élő bogárfaj. 

## Megjelenése
Az alhavasi gömbtorúcincér testhossza 6-10 mm. Az előtor oldalai erősen íveltek, szárnyfedőinek oldalvonalai enyhén keskenyednek. Alapszíne fekete (lábai is feketék), a szárnyfedők barnássárgák, de a vállszögletből kiindul egy-egy elmosódott, sötétbarna hosszanti sáv; valamint a szárnyfedők vége és a varratok is sötétbarnák. Az előtor széles, a töve előtt gyengén befűződött, felülete élesen és elég durván pontozott (pontjai alig finomabbak, mint a szárnyfedőkön); felszínét felálló sárga szőrök fedik. A hátulsó lábfej első íze hosszabb, mint a második és harmadik íz együttvéve. 

## Elterjedése és életmódja
Eurázsiában (Nyugat-Európától Kamcsatkáig) és Észak-Amerikában honos. Magyarországon csak Sopron mellől (Fáberrét) ismert, de a Kárpátokban elterjedt (bár ott is ritka). 
Lárvája különféle fenyők (jegenyefenyő, erdeifenyő) kérge alatt él, fejlődése két évig tart. Az imágó június-augusztusban rajzik, többnyire az erdőszélek, tisztások virágjain (erdei turbolyán, cickafarkon, murokon stb.) tartózkodik, ahol a pollennel táplálkozik.

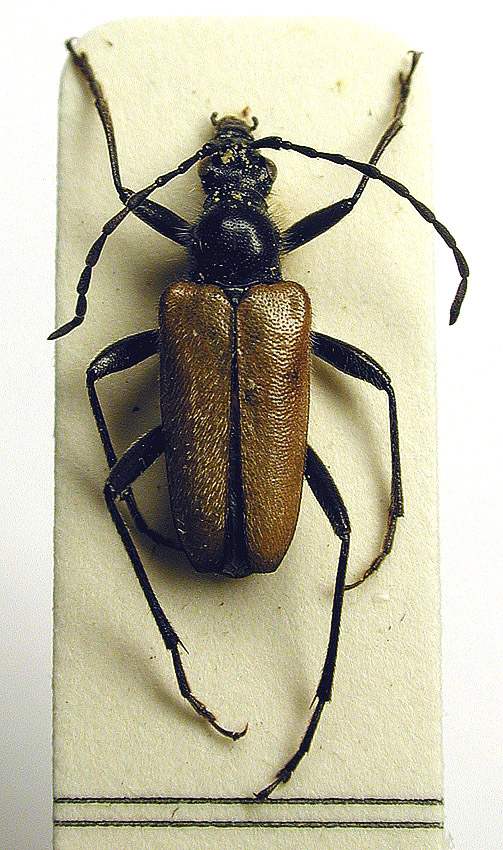
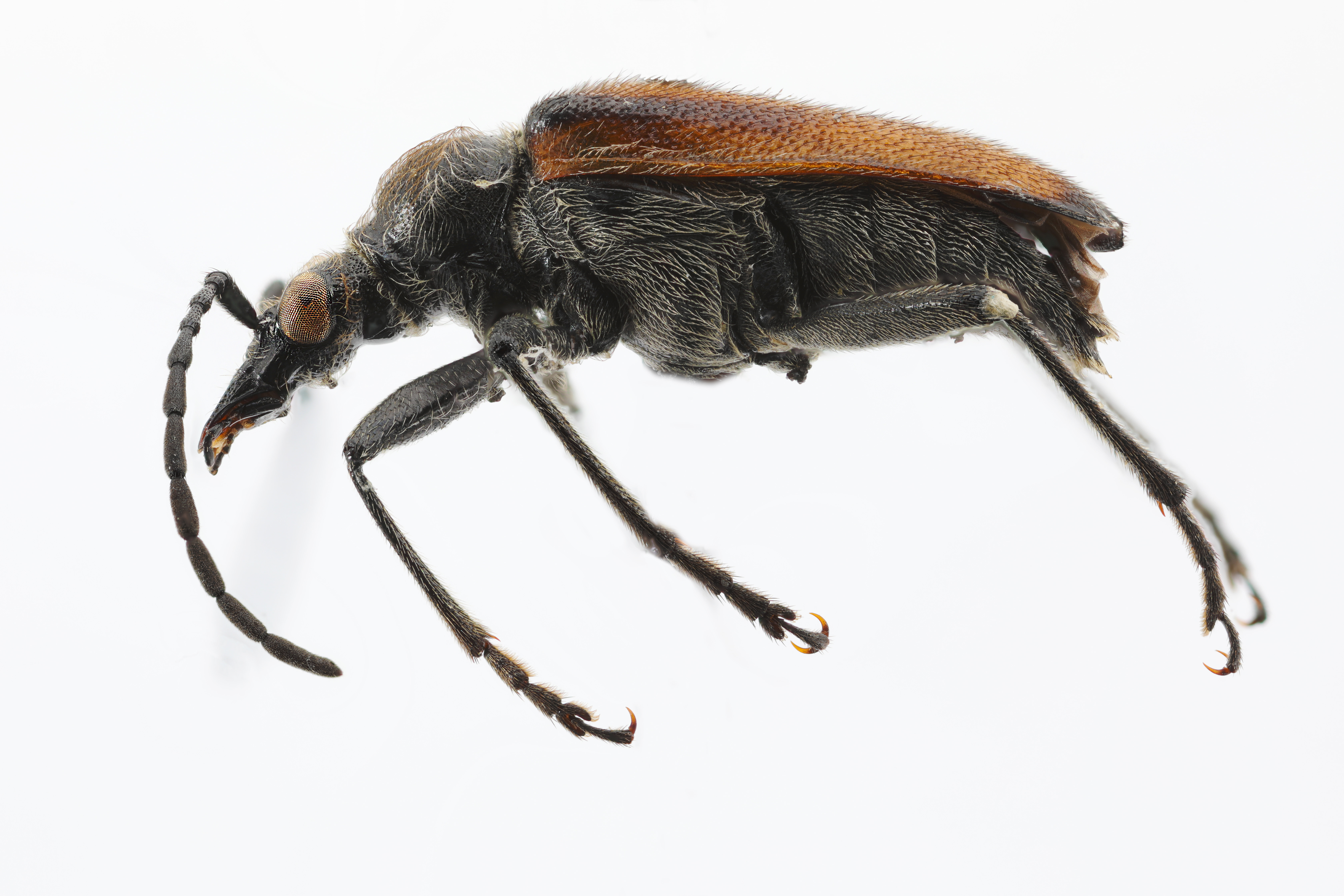
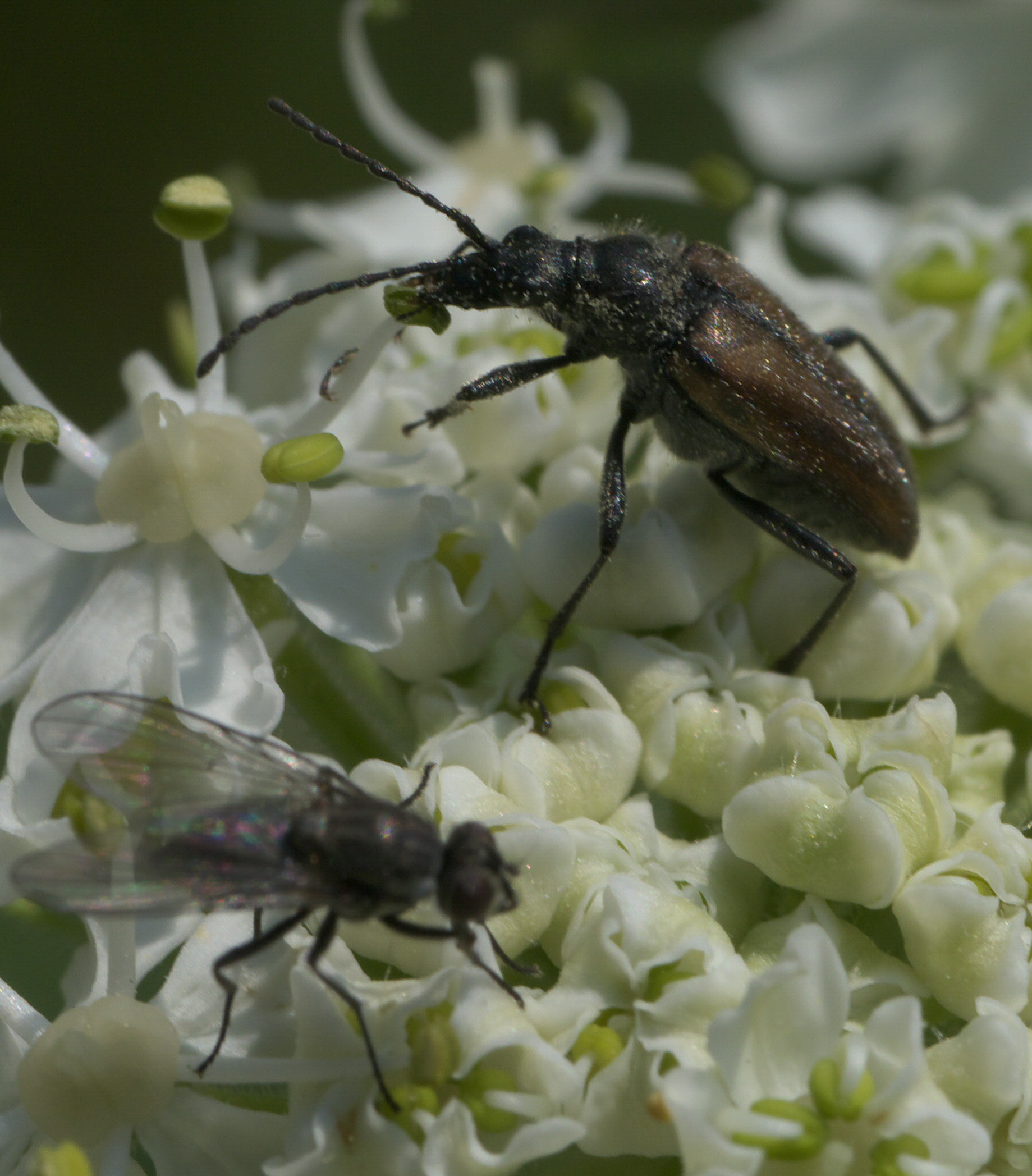

Magyarországon nem védett.